# Delphinium kitianum
Delphinium kitianum är en ranunkelväxtart som beskrevs av Harslan. Delphinium kitianum ingår i släktet storriddarsporrar, och familjen ranunkelväxter. Inga underarter finns listade i Catalogue of Life.